# Cerodontha ussuriensis
Cerodontha ussuriensis este o specie de muște din genul Cerodontha, familia Agromyzidae, descrisă de Zlobin în anul 1979. Conform Catalogue of Life specia Cerodontha ussuriensis nu are subspecii cunoscute.